# Васильева, Лилия Вениаминовна
Лилия Вениаминовна Васильева (16 сентября 1978) — российская футболистка, нападающая.

## Биография
С 1995 года выступала на взрослом уровне за ЦСК ВВС (Самара). В первом сезоне провела только два матча в высшей лиге России, где её команда завоевала серебряные награды. Также в 1995 году играла за ЦСК ВВС-2 в первой лиге и стала лучшим снайпером своего клуба (10 голов). С 1997 года регулярно играла за основную команду самарского клуба, всего провела около 100 матчей в высшей лиге. Чемпионка России 2001 года, серебряный призёр 1997 и 1998 годов, бронзовый призёр 1999, 2000, 2003 годов. Принимала участие в играх еврокубков (3 матча в 2002 году, во всех выходила на замены).
В 2004 году перешла в подмосковную «Надежду». В 2005—2006 годах играла за московский «Спартак», в сезоне 2005 года вошла в десятку лучших снайперов высшей лиги (12 голов) и стала финалисткой Кубка России, в финальном матче против «Россиянки» (1:2) забила единственный гол своей команды. В 2006 году со «Спартаком» завоевала серебряные награды чемпионата и снова стала финалисткой Кубка России, в финальном матче не играла, а в полуфинале забила победный гол. Затем играла за «Рязань-ВДВ». В составе рязанцев в 2007 году стала победительницей и была признана лучшим игроком турнира «Кубанская весна».
В конце карьеры выступала в мини-футболе (футзале) за клуб «Волжанка» (Чебоксары). В этом виде спорта получила звание «Мастер спорта России» (2010).